# Walter Giardino
Héctor Walter Giardino (Buenos Aires, 6 marzo 1960) è un chitarrista e cantante argentino, fondatore e leader del gruppo musicale heavy metal e hard rock Rata Blanca.

## Biografia
Nato nel 1960 a Buenos Aires, a 10 anni iniziò a suonare la chitarra che gli era stata regalata dalla famiglia. Nel 1981 con Gustavo Andino e Roberto Cosseddu fondò il gruppo Punto Rojo, con il quale suonò a un festival dell'associazione Madri di Plaza de Mayo, senza tuttavia incidere album. In seguito fu ingaggiato dai V8, venendone più tardi allontanato in quanto i temi composti da Giardino non erano consoni allo stile della band.
Tuttavia, con le sue composizioni per i V8 registrò poi una demo che ebbe successo, dando vita, assieme a Gustavo Rowek, ai Rata Blanca, che dopo un concerto nel 1987 incisero nel 1988 il loro primo album, che si intitolava come lo stesso gruppo. Dopo diversi album e concerti, nel 1998 Giardino lascia i Rata Blanca iniziando un nuovo progetto, il "Walter Giardino Temple", con cui incise un solo album, Temple, prima del disgregarsi della band.
Negli anni duemila Giardino ricompone i Rata Blanca, con Guillermo Sánchez al basso, Fernando Scarcella alla batteria, Danilo Moschen alle tastiere e il cantante Adrián Barilari, realizzando diversi album, di cui il decimo, intitolato Tormenta eléctrica, è uscito nel 2015.